# Aurelio Lerroux
Aurelio Lerroux y Romo de Oca (1904- Madrid, 18 de agosto de 1983) fue abogado y político español. Diputado a Cortes en 1931, fue delegado del gobierno en la Compañía Telefónica Nacional de España.

## Biografía
Nacido en 1904, era sobrino y ahijado del líder radical Alejandro Lerroux. Licenciado en Derecho, pronto se afilió al Partido Republicano Radical. Obtuvo acta de diputado en las elecciones generales de 1931 por la circunscripción de Ciudad Real. Fue nombrado delegado del Gobierno en la Compañía Telefónica Nacional de España el 18 de octubre de 1933, siendo ministro de Comunicaciones Emilio Palomo Aguado.

## Caso Estraperlo
Salido a la luz pública en octubre de 1935, a raíz de la denuncia que presentó Daniel Strauss al presidente de la República Niceto Alcalá Zamora en la que exigía una «indemnización» por los gastos de instalación del juego conocido popularmente como «estraperlo» en los casinos de San Sebastián y Formentor y por los sobornos que decía haber pagado a políticos del Partido Republicano Radical y a «familiares y amigos» de su líder Alejandro Lerroux, a mediados de septiembre Lerroux renunció a seguir encabezando el gobierno. El presidente de la República trasladó la denuncia al nuevo gobierno radical-cedista presidido por Joaquín Chapaprieta, en el que Lerroux era ministro. El caso fue debatido en las Cortes, donde se formó una comisión parlamentaria. El dictamen de la misma señaló que habían existido actuaciones «que no se ajustaron a la austeridad y a la ética que en la gestión de los negocios públicos se suponen». El 28 de octubre de 1935 las Cortes votaron la culpabilidad de los acusados por la comisión (excepto Salazar Alonso, exministro de la Gobernación que fue quien firmó el permiso), todos ellos destacados miembros del Partido Radical: Emiliano Iglesias, Juan Pich y Pon, Sigfrido Blasco-Ibáñez, Aurelio Lerroux y Eduardo Benzo (subsecretario del Ministerio de la Gobernación que había gestionado el permiso). Al día siguiente, Alejandro Lerroux abandonó el gobierno.